# آنتونی روکو مارتین
آنتونی روکو مارتین (انگلیسی: Anthony Rocco Martin؛ زادهٔ ۱۱ دسامبر ۱۹۸۹) ورزشکار هنرهای رزمی ترکیبی اهل ایالات متحده آمریکا است.